# Жовтець пензликовий
Жовтець пензликовий (Ranunculus penicillatus) — вид рослин з родини жовтецевих (Ranunculaceae), поширений у західній, середній, північній Європі та Білорусі.

## Поширення

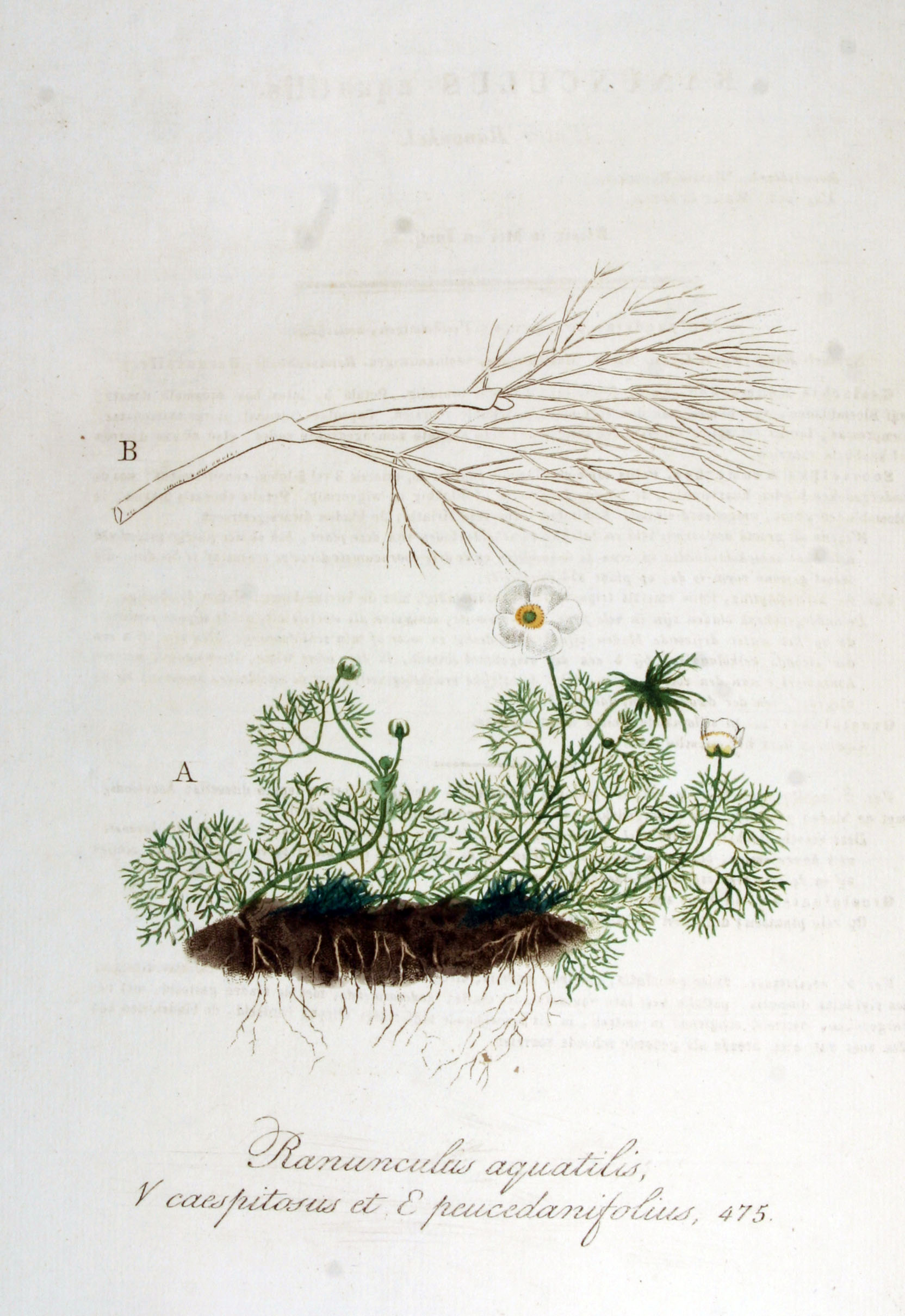
ілюстрація

Поширений у західній, середній, північній Європі та Білорусі.

## Середовище проживання
R. penicillatus майже повністю обмежений проточною водою, трапляючись дуже часто в заводях і невеликих басейнах заплав, відрізаних від основної течії річки, в яких, схоже, виживає лише короткий період. Зазвичай вид трапляється у малих та середніх річках і потоках, але також — у більших річках, де може утворювати дуже великі насадження. Схоже, існує широка екологічна толерантність, бо вид буває у вапняних та кислих водах (хоча останні рідше) та від оліготрофних до мезотрофних чи навіть евтрофних водах.

## Дії збереження
Цей вид категоризований у Чехії як такий, що перебуває в критичному стані (CR).